# Apamea asciburgensis
Apamea asciburgensis là một loài bướm đêm trong họ Noctuidae.